# فطيم (جارية)
فُطَيْم أو نظم (توفيت ق. 810م) هي جارية وأم ولد فارسيَّة للخليفة العبَّاسي مُحمَّد الأمين، وأم ابنه موسى النَّاطق بالحق المُرشَّح للخلافة في عهد أبيه وبسبب ذلك شبت الحرب بين الأمين والمأمون. جزع الأمين عليها عند وفاتها.

## سيرتها ووفاتها
كانت فُطَيْم جارية فارسيَّة الأصل للخليفة الأمين، اشتراها بمبلغ 20 ألف درهم من سوق الرقيق في بغداد. أنجبت له ابنه موسى (الذي لُقِّب لاحقًا بالناطق بالحق وحاول أبوه الأمين تقديمه في ولاية العهد مُخالفًا للعهد مع أخيه المأمون).
عاشت فُطَيْم حياةً قصيرة في قصر الخلافة، فحزن عليها الأمين حزنًا شديدًا حين توفت. بلغ خبر جزعه والدته السيدة زبيدة بنت جعفر، فأتته لتعزيته ومواساته. فلما دخلت عليه واستقبلها، قال لها الأمين: «يا سيدتي ماتت فطيم». فردت عليه معزية ومصبّرة، وقالت له أبياتًا من الشعر:
ثم أردفت قائلة: «أعظم الله أجرك، ووفَّر صبرك، وجعل العزاء عنها ذخرك!».

### فهرس المنشورات
1. 1 2 3 4  الطبري (2004)، ص. 1768.
2. 1 2 3  حسن (2013)، ص. 87.

### معلومات المنشورات كاملة
الكتب مرتبة حسب تاريخ النشر
- محمد بن جرير الطبري (2004). تاريخ الأمم والملوك، تاريخ الطبري: طبعة مقدم لها بتوضيح في أسانيد الطبري وبيان المؤاخذات عليها، وصححت النسخة على أصح النسخ الموجودة، وخدمت بفهارس للآيات وفهارس للأحاديث، وفهارس للموضوعات. مراجعة: أبو صهيب الكرمي. عَمَّان: بيت الأفكار الدولية. ISBN:978-9957-21-152-3. OCLC:956977290. QID:Q123224476.
- سولاف فيض الله حسن (2013). دور الجواري والقهرمانات في دار الخلافة العباسية (ط. 1). دمشق: صفحات للدراسات والنشر والتوزيع. ISBN:978-9933-495-13-8. OCLC:6914266520. OL:43175027M. QID:Q125689500.